# Масліха (Гур'євський округ)
Маслі́ха (рос. Маслиха) — присілок у складі Гур'євського округу Кемеровської області, Росія.

## Населення
Населення — 122 особи (2010; 166 у 2002).
Національний склад (станом на 2002 рік):
- росіяни — 91 %